# Dionne Warwick
Marie Dionne Warwick, nata Warrick (East Orange, 12 dicembre 1940), è una cantante, attrice e conduttrice televisiva statunitense.
Nipote di Cissy Houston e quindi cugina di Whitney Houston, nonché sorella di Dee Dee Warwick, Dionne è nota particolarmente per le sue interpretazioni delle canzoni di Burt Bacharach. Tra i suoi più grandi successi figurano Do You Know the Way to San Josè (per il quale ottenne il suo primo Grammy Award nel 1968), Walk on by, I Say a Little Prayer, What the World Needs Now Is Love, Alfie, Don't Make Me Over (che fu incisa in italiano anche da Ornella Vanoni col titolo Non dirmi niente) e I'll Never Fall in Love Again (con cui ottenne il secondo Grammy Award nel 1970). Altri due Grammy Awards le furono conferiti nel 1979, con i brani Déjà-vu (per la categoria rhythm and blues) e I'll Never Love This Way Again (per la categoria pop), a cui in seguito si sono aggiunti due Grammy Awards per il brano That's What Friends Are For nel 1987 e il Grammy Award alla carriera nel 2019.
Oltre ai sei Grammy Awards, Dionne ha vinto numerosi altri premi tra cui un American Music Award, tre Billboard Awards, quattro NAACP Image Awards, un Soul Train Music Awards, tredici Cash Box Magazine Awards, un People's Choice Awards e tre NARM Awards. 
Nel 1985 ha ricevuto una stella sulla Hollywood Walk of Fame. Inoltre tre delle sue canzoni, "Don't make me over", "Walk on by" e "Alfie", sono state inserite nella Grammy Hall of Fame. Nel 2002, insieme a Burt Bacharach e Hal David, ha ricevuto il prestigioso premio Heroes Award dalla Recording Academy. Nel dicembre 2023 è insignita del Kennedy Center Honors per il suo grande contributo all'industria musicale. Nel 2024 entra a far parte della Rock and Roll Hall of Fame. 
È una delle cantanti più quotate di tutti i tempi, celebre per la sua capacità di spaziare tra i vari generi, passando dall'R&B al soul, dal pop al jazz. L'impegno profuso, in particolare, nel genere musicale R&B le è valso l'ingresso nella Rhythm and Blues Music Hall of Fame nel 2016. Successivamente, Dionne Warwick è stata inserita anche nella Apollo Theater Walk of Fame e nella Palm Springs Walk of Stars. 
Nota come "la cantante che ha colmato il divario", ha venduto più di 100 milioni di album e singoli in tutto il mondo, ricevendo vari dischi d'oro e di platino. Con ben 56 singoli nella classifica Billboard Hot 100, Dionne Warwick risulta la seconda cantante, nel periodo 1955-1999, con più canzoni in tale classifica, dietro solo ad Aretha Franklin. Vanta oltre cento singoli e album inseriti nelle classifiche Billboard, di cui 32 nelle top 10. È, inoltre, tra i quaranta più grandi hitmaker della storia ed è stata inserita da Billboard nella classifica dei 100 cantanti di maggior successo di tutti i tempi. 
Nel corso della sua carriera, si è accostata anche al mondo del cinema e della televisione. Tra le altre cose, ha recitato nel film Slaves del 1969, che ricevette una candidatura al Festival di Cannes, e, negli anni ottanta, ha condotto varie edizioni del celebre programma televisivo statunitense Solid Gold, in cui si è spesso cimentata in duetti con i suoi ospiti.
Dionne, nota come "Regina della Canzone" (Queen of Song), è riconosciuta come una delle più influenti interpreti della storia della musica. Numerosi artisti, come Whitney Houston, Luther Vandross, Olivia Newton-John, Dusty Springfield, Alicia Keys, Michael Jackson, Jennifer Hudson e Beyoncé, l'hanno citata nelle loro principali ispirazioni.

## Biografia
Figlia di Mansel Warrick e Lee Drinkard, iniziò cantando con la madre e la zia nella chiesa della sua cittadina del New Jersey e nel gruppo di famiglia, i Drinkard Singers, composto da sua madre, le sue zie e i suoi zii. Dopo aver iniziato a cantare anche come voce solista, forma un vero e proprio coro gospel con sua sorella Dee Dee e sua zia Cissy Houston: le Gospelaires. Inizia quindi a proporsi in vari provini nella vicina New York, dopo aver conseguito il diploma alla prestigiosa Accademia Musicale dell'Università di Hartford, nel Connecticut. È proprio in quel periodo che viene notata da Burt Bacharach.
Nella copertina del suo primo singolo, Don't Make Me Over, che uscì nel 1963, il suo cognome fu riportato erroneamente, da Warrick a Warwick; ciononostante questo rimase il suo pseudonimo. Il brano d'esordio ebbe dunque un discreto successo, ben presto seguito da Anyone Who Had a Heart nel 1964, ma fu con Walk On By che venne consacrata al successo mondiale.
Numerosi suoi pezzi, come Message to Michael ebbero un notevole successo in Gran Bretagna nella seconda metà degli anni sessanta, dove ottenne una popolarità crescente, fino a essere ricevuta dalla Regina d'Inghilterra.

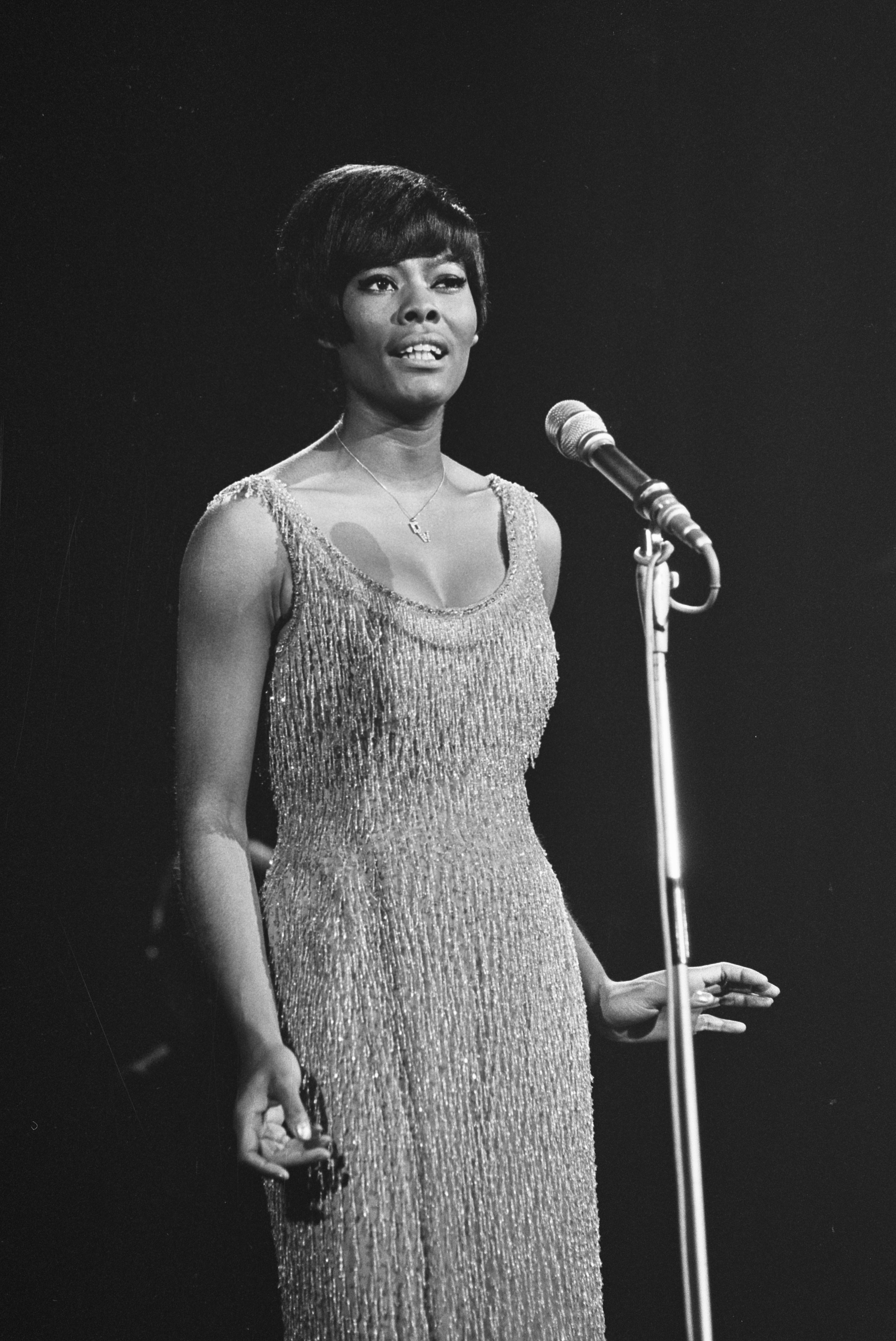
Dionne Warwick nel 1966

È del 1967 l'album Here Where There Is Love che divenne uno strepitoso successo, in particolare grazie al singolo I Say a Little Prayer, di cui fece una cover anche Aretha Franklin e successivamente riportato in auge nel film Il matrimonio del mio migliore amico (1997).
Nel 1968 partecipa al Festival di Sanremo, interpretando in abbinamento con Tony Del Monaco il brano La voce del silenzio, che si piazza al 14º posto, ultimo tra i finalisti e da cui venne pubblicato l'omonimo 45 giri.
Nello stesso anno fece la storia, poiché fu la prima donna afroamericana ad esibirsi per la regina Elisabetta II in Inghilterra.
Negli anni settanta, sebbene in misura minore rispetto al decennio precedente, non mancarono i successi, come Then Came You, lanciata con The Spinners che nel 1974 arriva prima nella Billboard Hot 100 o I'll Never Love This Way Again prodotto da Barry Manilow. Il periodo quinquennale trascorso alla Warner Bros. non fu tra i più fortunati per la cantante, che nel frattempo si era specializzata come interprete di numerose colonne sonore da film.

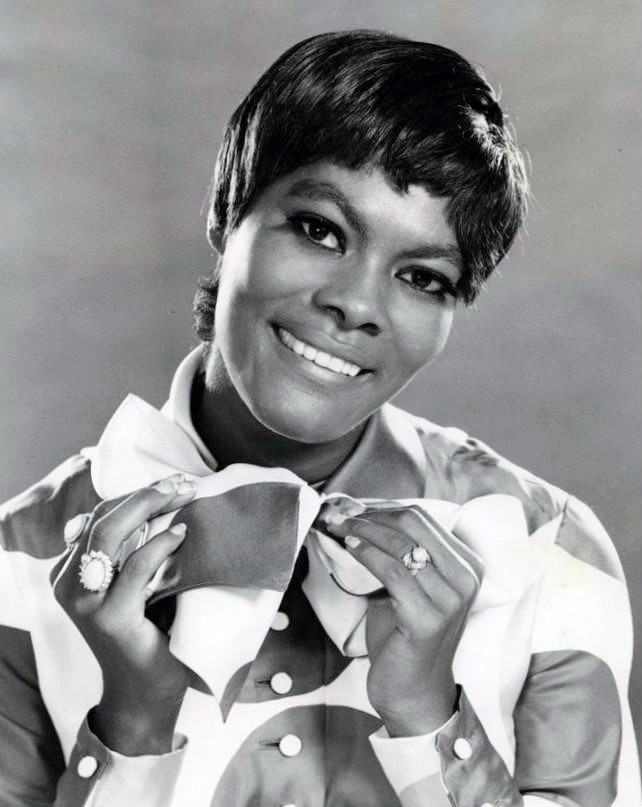
Dionne Warwick in uno special televisivo (1969)

Nel 1980 è ospite fisso del varietà italiano di Rai 1 Studio '80, condotto da Christian De Sica, per la regia di Antonello Falqui.
Nel 1982, collaborando con i Bee Gees in pieno fulgore artistico, scalò le classifiche mondiali con Heartbreaker, che fu il suo maggior successo di genere pop, ed incise il singolo All the Love in the World. Seguì il sodalizio con Stevie Wonder, nel 1984 in occasione della colonna sonora del film La signora in rosso, composta proprio dal musicista del Michigan. Le canzoni sono Moments Aren't Moments, e i duetti Weakness e la più famosa It's You.
Sempre nel 1985 fu quindi alla guida di un progetto musicale benefico ideato dalla Fondazione Americana per la Ricerca sull'AIDS a favore dei malati terminali: il progetto, denominato Dionne and Friends, vide la nascita di una canzone firmata da Burt Bacharach che tornò a scrivere per lei da quando, nel 1973, interruppe giocoforza il sodalizio a causa del suo divorzio artistico col paroliere Hal David: That's What Friends Are For fu cantata insieme a Gladys Knight, Elton John e Stevie Wonder, che vi suonò anche l'armonica, e valse a Dionne il suo sesto Grammy Award. Proprio questa canzone le permise di vincere, nel 1987, il premio Special Recognition Awards agli American Music Award di quell'anno. Questa seconda giovinezza artistica fu confermata, oltre che dall'album di quest'anno Friends dal successivo del 1986 Reservations for Two, col relativo singolo Love Power, cantato con Jeffrey Osborne.
Nel 1985 prese parte al progetto USA for Africa, cantando We Are the World insieme a numerosi artisti americani.

### Anni 2000
Nel 2000 partecipa al Concerto di Natale in Vaticano cantando insieme al cantautore sardo Piero Marras The voice of Maria Sa oche ' e Maria).

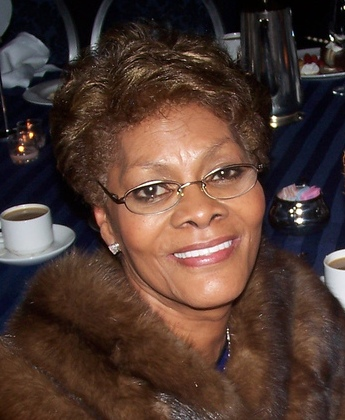
Dionne Warwick nel 2003

L'8 Marzo 2004 ha realizzato un concerto al Teatro Verdi di Martina Franca (Taranto) ospite della Orchestra della Valle d'Itria. A dirigere la serata c'era il Maestro Gianfranco Lombardi e come cantanti in scena gli esordienti Fabio Lepore e Daniela Desideri.
Nel 2004 Mariella Nava scrisse e cantò con lei It's Forever, canzone bilingue dedicata alla pace, inserito nell'album della cantautrice Condivisioni, e scelto come inno per i Mondiali di Sci di Bormio del 2005.
Nel maggio 2005, insieme ad altre 24 illustri donne afroamericane, viene onorata da Oprah Winfrey nel suo Legends ball.
Il 12 agosto 2008 si esibì in Italia nell'evento Dionne Warwick and Friends, mentre il 7 dicembre 2008 partecipò al XXVI concerto di Natale al Teatro Filarmonico (Verona). Il 28 aprile 2012 si esibì a Torino in piazza Castello, in occasione del Torino Jazz Festival. Sono solo alcune delle numerose manifestazioni e concerti al quale Dionne prese parte in Italia, dove è ancora un'artista molto amata.
Il 10 settembre 2010 è stata ospite del programma di Antonella Clerici Ti lascio una canzone e ha cantato insieme a quattro concorrenti dello show.
Tra le ultime apparizioni della cantante in Italia si ricordano quella del 2012 a Catanzaro, in occasione del Festival d'Autunno, e, in televisione, nel gennaio del 2013 a I migliori anni, programma condotto da Carlo Conti su Rai1.
Nel 2019, in occasione della cerimonia di premiazione dei Grammy Awards, le viene conferito il Lifetime Achievement Award (Grammy Award alla carriera), come riconoscimento dei suoi quasi sessant'anni di eccelsa e magistrale carriera.
Nel 2020 partecipa come concorrente alla terza edizione del programma statunitense "The masked singer" indossando la maschera del Topo.

## Ambasciatrice di buona volontà della FAO
L'Organizzazione per l'Alimentazione e l'Agricoltura delle Nazioni Unite (FAO), è l'agenzia specializzata delle Nazioni Unite che ha un ruolo di capo nella lotta contro la fame nel mondo. La FAO è stata fondata il 16 ottobre del 1945 nella città del Quebec, Canada. Il Programma degli Ambasciatori di buona volontà della FAO è iniziato nel 1999. Il 16 ottobre 2002, Dionne Warwick è stata nominata Ambasciatrice di buona volontà della FAO.

## Vita privata
Nel 1967 Dionne Warwick ha sposato William Elliott, dal quale ha divorziato, per poi risposarsi di nuovo nello stesso anno. Warwick ed Elliott divorziarono definitivamente nel 1975. Dalla loro unione sono nati due figli, David e Damon Elliott.
Nel 2002 a Miami fu arrestata per possesso di marijuana, ma la condanna le fu ritirata in seguito ad un patteggiamento che prevedeva, tra l'altro, un programma di disintossicazione.

## Premi e riconoscimenti
Grammy Awards
Nel corso della sua carriera, Dionne Warwick ha vinto 6 Grammy Awards, tra cui il Grammy Award alla carriera, ricevendo un totale di 14 candidature. 
| Anno | Canzone/album                                                              | Categoria                                                  | Risultato   |
| ---- | -------------------------------------------------------------------------- | ---------------------------------------------------------- | ----------- |
| 1965 | Walk On By                                                                 | Miglior Registrazione Rhythm & Blues                       | Candidatura |
| 1968 | Alfie                                                                      | Miglior Interpretazione Vocale Femminile Pop               | Candidatura |
| 1968 | I Say a Little Prayer                                                      | Miglior performance vocale solista femminile contemporanea | Candidatura |
| 1969 | Do You Know the Way to San Jose                                            | Miglior Interpretazione Vocale Femminile Pop               | Vittoria    |
| 1970 | This Girl's in Love with You                                               | Miglior Interpretazione Vocale Femminile Pop               | Candidatura |
| 1971 | I'll Never Fall in Love Again                                              | Miglior Interpretazione Vocale Femminile Pop               | Vittoria    |
| 1975 | Then Came You (con The Spinners)                                           | Miglior Interpretazione Vocale Pop di coppia o di gruppo   | Candidatura |
| 1980 | I'll Never Love This Way Again                                             | Miglior Interpretazione Vocale Femminile Pop               | Vittoria    |
| 1980 | Déjà Vu                                                                    | Miglior Performance Vocale R&B Femminile                   | Vittoria    |
| 1987 | That's What Friends Are For (con Elton John, Gladys Knight, Stevie Wonder) | Registrazione dell'anno                                    | Candidatura |
| 1987 | That's What Friends Are For (con Elton John, Gladys Knight, Stevie Wonder) | Miglior Interpretazione Vocale Pop di coppia o di gruppo   | Vittoria    |
| 1987 | Friends (album)                                                            | Miglior Interpretazione Vocale Femminile Pop               | Candidatura |
| 1992 | Superwoman (con Gladys Knight e Patti LaBelle)                             | Miglior Performance R&B di un duo o un gruppo              | Candidatura |
| 2014 | Now                                                                        | Miglior Album Pop Tradizionale                             | Candidatura |
| 2019 | Dionne Warwick                                                             | Grammy Lifetime Achievement Award                          | Vittoria    |

Grammy Hall of Fame
| Anno | Titolo             | Genere        | Etichetta | Anno di introduzione |
| ---- | ------------------ | ------------- | --------- | -------------------- |
| 1964 | Walk on by         | pop (singolo) | Scepter   | 1998                 |
| 1962 | Don't make me over | pop (singolo) | Scepter   | 2000                 |
| 1967 | Alfie              | pop (singolo) | Scepter   | 2008                 |

NAACP Image Awards
| Anno | Categoria                                                   | Risultato   |
| ---- | ----------------------------------------------------------- | ----------- |
| 1980 | Migliore artista donna                                      | Vittoria    |
| 1986 | Intrattenitore dell'anno                                    | Vittoria    |
| 1988 | Intrattenitore dell'anno                                    | Vittoria    |
| 1990 | Key of Life Award                                           | Vittoria    |
| 2009 | Miglior lavoro letterario per bambini:"Say a little prayer" | Candidatura |

Cash Box Magazine Annual Poll - Cash Box Magazine Awards (Best sellers)
| Anno | Categoria                                  | Risultato |
| ---- | ------------------------------------------ | --------- |
| 1964 | Miglior cantante donna                     | Vittoria  |
| 1966 | Miglior cantante donna, R&B                | Vittoria  |
| 1966 | Seconda cantante donna, Pop                | Vittoria  |
| 1967 | Seconda cantante Pop, Seconda cantante R&B | Vittoria  |
| 1968 | Seconda cantante Pop, Seconda cantante R&B | Vittoria  |
| 1969 | Miglior cantante donna - Album e singoli   | Vittoria  |
| 1970 | Miglior cantante donna - Album e singoli   | Vittoria  |
| 1971 | Miglior cantante donna - Album e singoli   | Vittoria  |
| 1969 | Cantante donna più trasmessa in radio      | Vittoria  |
| 1970 | Cantante donna più trasmessa in radio      | Vittoria  |
| 1971 | Cantante donna più trasmessa in radio      | Vittoria  |

Altri premi e riconoscimenti
| Anno | Premio                      | Categoria                                                                           | Risultato   |
| ---- | --------------------------- | ----------------------------------------------------------------------------------- | ----------- |
| 1964 | NARM Awards                 | Cantante donna più promettente                                                      | Vittoria    |
| 1966 | NARM Awards                 | Cantante donna R&B best seller                                                      | Vittoria    |
| 1966 | NME Awards                  | Miglior cantante donna del mondo                                                    | Candidatura |
| 1967 | NME Awards                  | Miglior cantante donna del mondo                                                    | Candidatura |
| 1969 | NARM Awards                 | Cantante donna best seller                                                          | Vittoria    |
| 1975 | People's Choice Awards      | Cantante donna preferita                                                            | Vittoria    |
| 1987 | American Music Award        | Special Recognition Award per "That's what friends are for"                         | Vittoria    |
| 1987 | Billboard Awards            | Prima canzone dell'anno: "That's what friends are for"                              | Vittoria    |
| 1987 | Soul Train Music Awards     | Miglior canzone R&B/Soul: "That's what friends are for"                             | Candidatura |
| 1998 | ASCAP Awards                | Lifetime Achievement Award                                                          | Vittoria    |
| 2001 | Songwriters Hall of Fame    | Hitmaker Award                                                                      | Vittoria    |
| 2002 | ASCAP Awards                | Heroes Award                                                                        | Vittoria    |
| 2003 | Rhythm & Blues Foundation   | Lifetime Achievement Award                                                          | Vittoria    |
| 2004 | Women's World Awards        | Lifetime Achievement Award                                                          | Vittoria    |
| 2007 | Trumpet Awards              | Trumpet Living Legend Award                                                         | Vittoria    |
| 2012 | Black Girls Rock!           | Living Legend Award                                                                 | Vittoria    |
| 2013 | Ellis Island Medal of Honor |                                                                                     | Vittoria    |
| 2013 | Soul Train Music Awards     | Soul Train Legend Award                                                             | Vittoria    |
| 2017 | Marian Anderson Award       |                                                                                     | Vittoria    |
| 2021 | Toronto Film Festival       | Special Tribute Award per il film documentario "Dionne Warwick: Don't make me over" | Vittoria    |

| Anno | Premio                              | Risultato  |
| ---- | ----------------------------------- | ---------- |
| 1985 | Hollywood Walk of Fame              | Introdotta |
| 2013 | New Jersey Hall of Fame             | Introdotta |
| 2016 | Rhythm and Blues Music Hall of Fame | Introdotta |
| 2017 | Apollo Theater Walk of Fame         | Introdotta |
| 2021 | Palm Springs Walk of Stars          | Introdotta |
| 2023 | American Jazz Walk of Fame          | Introdotta |
| 2024 | Rock and Roll Hall of Fame          | Introdotta |

## Discografia

### Album in studio
- 1963 - Presenting Dionne Warwick
- 1964 - Anyone Who Had a Heart
- 1964 - Make Way for Dionne Warwick
- 1965 - The Sensitive Sound of Dionne Warwick
- 1966 - Here I Am
- 1967 - Here Where There Is Love
- 1967 - On Stage and in the Movies
- 1967 - The Windows of the World
- 1968 - Dionne Warwick in Valley of the Dolls
- 1968 - The Magic of Believing (con The Drinkard Singers)
- 1968 - Promises, Promises
- 1969 - Soulful
- 1970 - I'll Never Fall in Love Again
- 1970 - Very Dionne
- 1972 - Dionne
- 1973 - Just Being Myself
- 1975 - Then Came You
- 1975 - Track of the Cat
- 1977 - Love at First Sight
- 1979 - Dionne
- 1980 - No Night So Long
- 1982 - Friends in Love
- 1983 - Heartbreaker
- 1983 - How Many Times Can We Say Goodbye
- 1985 - Finder of Lost Loves
- 1985 - Friends
- 1987 - Reservations for Two
- 1990 - Dionne Warwick Sings Cole Porter
- 1993 - Friends Can Be Lovers
- 1995 - Aquarela Do Brazil
- 1998 - Dionne Sings Dionne
- 2000 - Dionne Sings Dionne, Vol. 2
- 2004 - My Favorite Time of the Year
- 2007 - My Friends & Me
- 2008 - Why We Sing
- 2011 - Only Trust Your Heart
- 2012 - Now
- 2014 - Feels So Good
- 2019 - She's Back
- 2019 - Dionne Warwick & the Voices of Christmas

### Album live
- 1966 - Dionne Warwick in Paris
- 1971 - The Dionne Warwicke Story: A Decade of Gold
- 1977 - A Man and a Woman (con Isaac Hayes)
- 1981 - Hot! Live and Otherwise
- 1994 - Christmas in Vienna II (con Plácido Domingo)

### Raccolte
- 1964 - Presenting Dionne Warwick
- 1966 - The Best of Dionne Warwick
- 1967 - Dionne!
- 1967 - Dionne Warwick's Golden Hits, Pt.1
- 1969 - Freewheelin'
- 1969 - Dionne Warwick's Greatest Motion Picture Hits
- 1969 - Dionne Warwick's Golden Hits, Pt.2
- 1970 - The Greatest Hits of Dionne Warwick, Vol.1
- 1970 - The Greatest Hits of Dionne Warwick, Vol.2
- 1970 - Go with Love - Sings the Songs of Burt Bacharach and Hal David
- 1971 - Sings Her Very Best
- 1972 - Make It Easy On Yourself
- 1972 - The Best Of Dionne Warwicke
- 1972 - Sings One Hit After Another
- 1972 - From Within
- 1972 - The Dionne Warwicke Collection
- 1972 - The Greatest Hits Of Dionne Warwicke Vol.1
- 1972 - Golden Voice Of Dionne Warwicke
- 1973 - Dionne Warwicke Sings Your Favorite Bacharach-David Hits
- 1973 - The Greatest Hits Of Dionne Warwicke Vol.2
- 1973 - Alfie
- 1973 - Golden Hour Presents The Dionne Warwicke Story Part 2 - In Concert
- 1973 - Forever Gold
- 1974 - The Very Best Of Dionne Warwicke
- 1975 - The Greatest Hits Of Dionne Warwicke Vol.4
- 1976 - The Dionne Warwick Collection
- 1976 - Forever Gold
- 1976 - Dionne Warwicke!
- 1976 - 16 Greatest Hits
- 1976 - Dionne
- 1977 - Only Love Can Break a Heart
- 1977 - More Greatest Hits
- 1979 - The Pick Of Dionne Warwicke
- 1979 - I Got Love
- 1980 - 20 Greatest Hits
- 1981 - The Best Of Dionne Warwick
- 1981 - Golden Collection
- 1981 - Everest Golden Greats
- 1982 - 20 Golden Pieces Of Dionne Warwick
- 1982 - This Girl's In Love
- 1982 - Dionne Warwick - Countdown - One Price Series
- 1982 - 40 Tracks - All Her Greatest Hits And More
- 1983 - Don't Make Me Over - Greatest Hits Of The 60's
- 1983 - The Collection
- 1984 - Anthology 1962-1971
- 1984 - Gala Collection
- 1984 - Greatest Hits From The Dynamic Dionne Warwick
- 1985 - Masterpieces
- 1986 - Unforgettable - 16 Golden Classics
- 1986 - The Dionne Warwick Classics
- 1986 - 20 Greatest Hits
- 1986 - Dionne Warwick
- 1987 - Walk On By And Other Favourites
- 1987 - The Original Soul Of Dionne Warwick
- 1988 - 25th Anniversary Collection - Sings The Great Bacharach & David Songs
- 1989 - The Love Song Collection
- 1989 - At Her Very Best
- 1989 - Greatest Hits
- 1989 - The Love Songs
- 1989 - The Dionne Warwick Collection: Her All-Time Greatest Hits
- 1989 - Greatest Hits: 1979–1990
- 1989 - Her Greatest Hits
- 1989 - Raindrops Keep Falling On My Head
- 1989 - Just Being Myself
- 1990 - Greatest Hits
- 1991 - Only Love Can Break A Heart & Other Great Love Songs
- 1992 - Hidden Gems
- 1992 - Love Songs
- 1994 - Great Songs of The Sixties
- 1994 - Dionne Warwick Sings the Bacharach & David Songbook
- 1995 - From The Vaults
- 1996 - The Essential Collection
- 1996 - Walk On By - 20 Greatest Hits
- 1996 - The Very Best Of
- 1996 - Together (con Shirley Bassey)
- 1997 - Her Classic Songs Volume 1
- 1997 - I Say A Little Prayer - More Classic Songs
- 1998 - Classic Song Book
- 1998 - Sings The Standards
- 1999 - The Definitive Collection
- 1999 - I Say A Little Prayer For You
- 2000 - The Very Best of Dionne Warwick
- 2000 - Walk On By - The Definitive Dionne Warwick Collection
- 2001 - I Say A Little Prayer And Other Hits
- 2002 - The Essence Of Dionne
- 2002 - Greatest Hits
- 2002 - Heartbreaker - The Very Best of Dionne Warwick
- 2003 - Soul Divas (con Freda Payne e Gladys Knight)
- 2003 - Platinum & Gold Collection
- 2003 - At Her Very Best
- 2005 - Love Songs
- 2005 - Dionne Warwick & Friends
- 2005 - Legends
- 2006 - Walk On By - The Very Best of Dionne Warwick
- 2007 - Live R & B Soul (con Al Jarreau)
- 2007 - Can't Hide Love - The Collection
- 2007 - All The Love In The World - The Collection
- 2008 - The Love Collection
- 2008 - American Legend
- 2008 - Du Gospel Au Top 50
- 2009 - The Greatest Hits
- 2009 - Night & Day - The Best Of Dionne Warwick
- 2009 - Dionne Warwick
- 2010 - Original Album Series
- 2010 - How Many Times Can We Say Goodbye & Friends In Love
- 2011 - Playlist - The Very Best Of Dionne Warwick
- 2011 - Flashback With Dionne Warwick
- 2011 - The Essential Dionne Warwick
- 2012 - The Best Of Dionne Warwick
- 2013 - Dionne Warwick Sings Burt Bacharach
- 2013 - We Need To Go Back - The Unissued Warner Bros. Masters
- 2013 - The Complete Warner Bros. Singles
- 2014 - The Album
- 2014 - The Very Best Of Dionne Warwick
- 2015 - The Real...Dionne Warwick
- 2015 - The 80s
- 2016 - Original Album Classics
- 2016 - The Warner Bros. Recordings
- 2018 - Odds & Ends - Scepter Records Rarities
- 2018 - The Complete 1960s Singles Plus
- 2018 - An Introduction To Dionne Warwick
- 2020 - Déjà Vu - The Arista Recordings (1979-1994)

### Singoli
- 1962 - Don't Make Me Over
- 1963 - This Empty Place
- 1963 - Make The Music Play
- 1963 - Anyone Who Had A Heart
- 1964 - Walk On By
- 1964 - You'll Never Get To Heaven (If You Break My Heart)
- 1964 - Reach Out For Me
- 1965 - Who Can I Turn To
- 1965 - You Can Have Him
- 1965 - Here I Am
- 1965 - Looking With My Eyes
- 1965 - Are You There (With Another Girl)
- 1966 - Message To Michael
- 1966 - Trains And Boats And Planes
- 1966 - I Just Don't Know What To Do With Myself
- 1966 - Another Night
- 1967 - Dedicato all'amore/Go With Love
- 1967 - The Beginning Of Loneliness
- 1967 - The Windows Of The World
- 1967 - I Say A Little Prayer
- 1968 - Do You Know The Way To San Jose
- 1968 - Who Is Gonna Love Me
- 1968 - Promises, Promises
- 1969 - This Girl's In Love With You
- 1969 - The April Fools
- 1969 - Odds And Ends
- 1969 - You've Lost That Lovin' Feeling
- 1969 - I'll Never Fall In Love Again
- 1970 - Let Me Go To Him
- 1970 - Paper Mache
- 1970 - Make It Easy On Yourself
- 1970 - The Green Grass Starts To Grow
- 1971 - Who Gets The Guy
- 1971 - Amanda/He's Moving On
- 1972 - If We Only Have Love
- 1973 - I Think You Need Love
- 1973 - (I'm Just) Being Myself
- 1974 - Then Came You (con The Spinners)
- 1974 - Sure Thing
- 1975 - Take It From Me
- 1975 - Once You Hit The Road
- 1976 - His House And Me
- 1976 - I Didn't Mean To Love You
- 1977 - I Say A Little Prayer/By the Time I Get To Phoenix (con Isaac Hayes)
- 1977 - Do You Believe In Love At First Sight
- 1977 - Keepin' My Head Above Water
- 1978 - Don't Ever Take Your Love Away
- 1979 - I'll Never Love This Way Again
- 1979 - Déja Vu
- 1980 - After You
- 1980 - No Night So Long
- 1980 - Easy Love
- 1981 - Some Changes Are For Good
- 1981 - Now We're Starting Over Again
- 1981 - There's A Long Road Ahead Of Us
- 1982 - Friends In Love (con Johnny Mathis)
- 1982 - Got You Where I Want You (con Johnny Mathis)
- 1982 - For You
- 1982 - Heartbreaker
- 1983 - Take The Short Way Home
- 1983 - All The Love In The World
- 1983 - Yours
- 1983 - How Many Times Can We Say Goodbye (con Luther Vandross)
- 1984 - Got A Date
- 1985 - Finder Of Lost Loves (con Glenn Jones)
- 1985 - Run To Me (con Barry Manilow)
- 1985 - That's What Friends Are For (con Elton John, Gladys Knight, Stevie Wonder)
- 1985 - Without Your Love
- 1986 - Whisper In The Dark
- 1987 - Love Power (con Jeffrey Osborne)
- 1987 - Reservations For Two (con Kashif)
- 1987 - Another Chance To Love (con Howard Hewett)
- 1989 - Take Good Care Of You And Me (con Jeffrey Osborne)
- 1990 - I Don't Need Another Love (con The Spinners)
- 1991 - Superwoman (con Gladys Knight e Patti LaBelle)
- 1991 - It's All Over (con Dieter Bohlen)
- 1992 - Friends Can Be Lovers
- 1993 - Sunny Weather Lover
- 1993 - Where My Lips Have Been
- 1994 - Captives Of The Heart
- 1995 - Just Like A Woman (con Grace Bumbry)
- 1997 - If I Let Myself Go (con Chuck Jackson)
- 1998 - What The World Needs Now Is Love (con HipHopNationUnited)
- 1998 - High Upon This Love
- 1998 - I Promise You
- 1999 - Si L'on Pouvait Arrêter Le Temps (If We Could Stop Time) (con Sacha Distel)
- 2003 - What Goes Around (con Jools Holland His Rhythm & Blues Orchestra)
- 2003 - El Camino A San José (Do You Know The Way To San Jose) (con Celia Cruz)
- 2005 - It's Forever (con Mariella Nava)
- 2006 - Close To You (con Mýa)
- 2012 - Is There Anybody Out There?
- 2012 - Walk On By (con Jenna Rose e Damon Elliott)
- 2013 - One World One Song (con Joe McElderry)
- 2014 - A House Is Not A Home (con Ne-Yo)
- 2014 - Hope Is Just Ahead (con Billy Ray Cyrus)
- 2014 - This Christmas
- 2015 - Tropical Love (EP)
- 2018 - Mele Kalikimaka (con Fiji e Nomad)
- 2019 - You Really Started Something
- 2021 - Nothing's Impossible (con Chance The Rapper)
- 2022 - Power In The Name (con Krayzie Bone e Nomad)
- 2023 - Stand (con Sasha Baker e Skyler Griswold)
- 2023 - Peace Like A River (con Dolly Parton)
- 2023 - I Kneel (con Damon Elliott)